# Saint-Julien (Rodan)

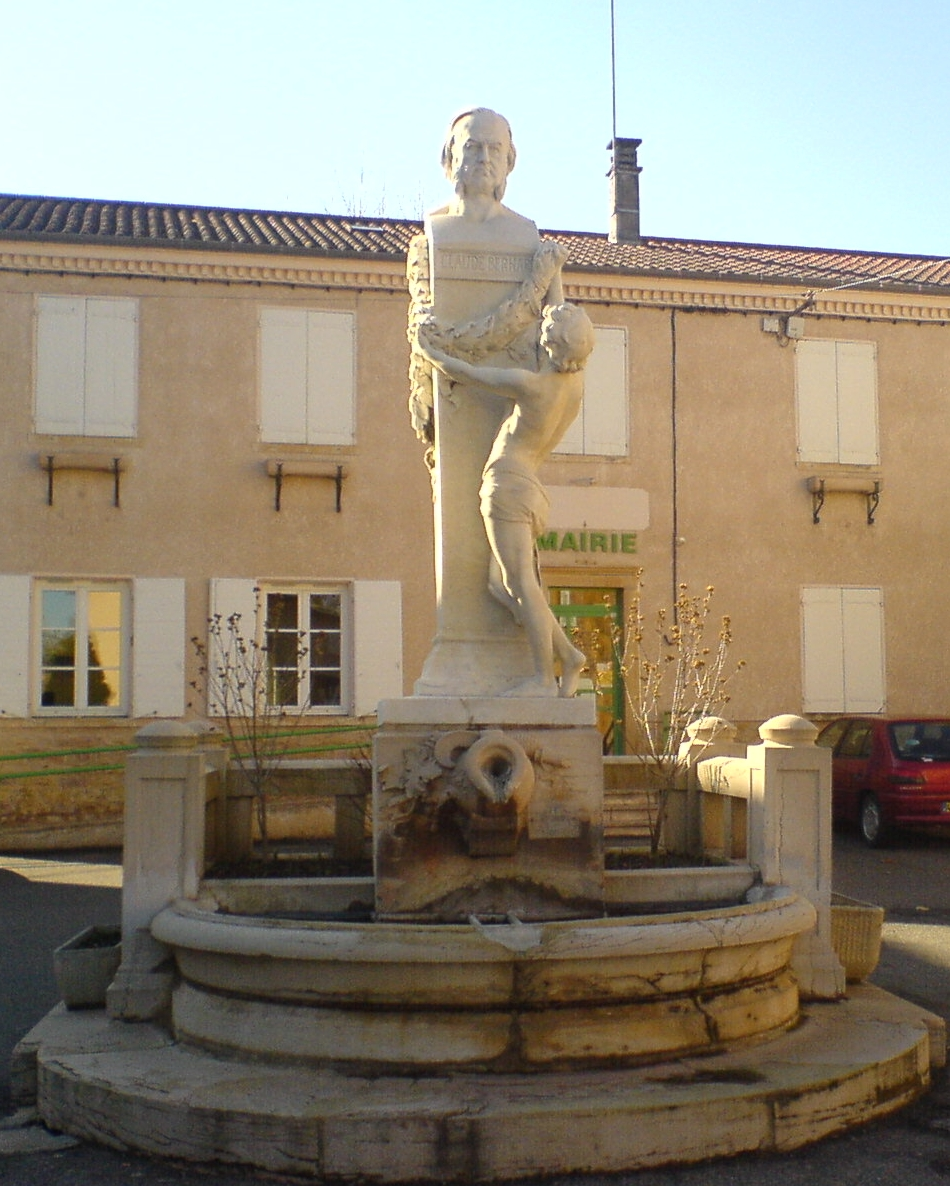
Statue de Claude Bernard

Saint-Julien – miejscowość i gmina we Francji, w regionie Owernia-Rodan-Alpy, w departamencie Rodan.
Według danych na rok 1990 gminę zamieszkiwało 641 osób, a gęstość zaludnienia wynosiła 93 osób/km² (wśród 2880 gmin regionu Rodan-Alpy Saint-Julien plasuje się na 1029. miejscu pod względem liczby ludności, natomiast pod względem powierzchni na miejscu 1366.).